# Kőbánya
Kőbánya (doslova v češtině lom) je název pro X. obvod maďarské metropole Budapešti. Leží ve východní části města, na pešťské straně metropole. Obvod je největším ze všech budapešťských obvodů. Žije zde 78 tisíc obyvatel. Součástí města je již od jeho sjednocení v roce 1873.
Svůj název má tato část města podle otevřeného lomu na vápenec, který byl používán pro výstavbu domů v Budapešti. Mezi místní zajímavosti patří např. polské muzeum, kostel svatého Ladislava, nebo kopec Óhegy s rozlehlým parkem. Značná část místní části má dnes podobu panelového sídliště, které bylo vklíněno mezi starší, převážně nižší zástavbu.
Do obvodu vede linka metra M3, která zde má stanici Kőbánya-Kispest. Prochází tudy také několik železničních tratí a stojí zde několik zastávek, např. Kőbánya alsó nebo Kőbánya felső.

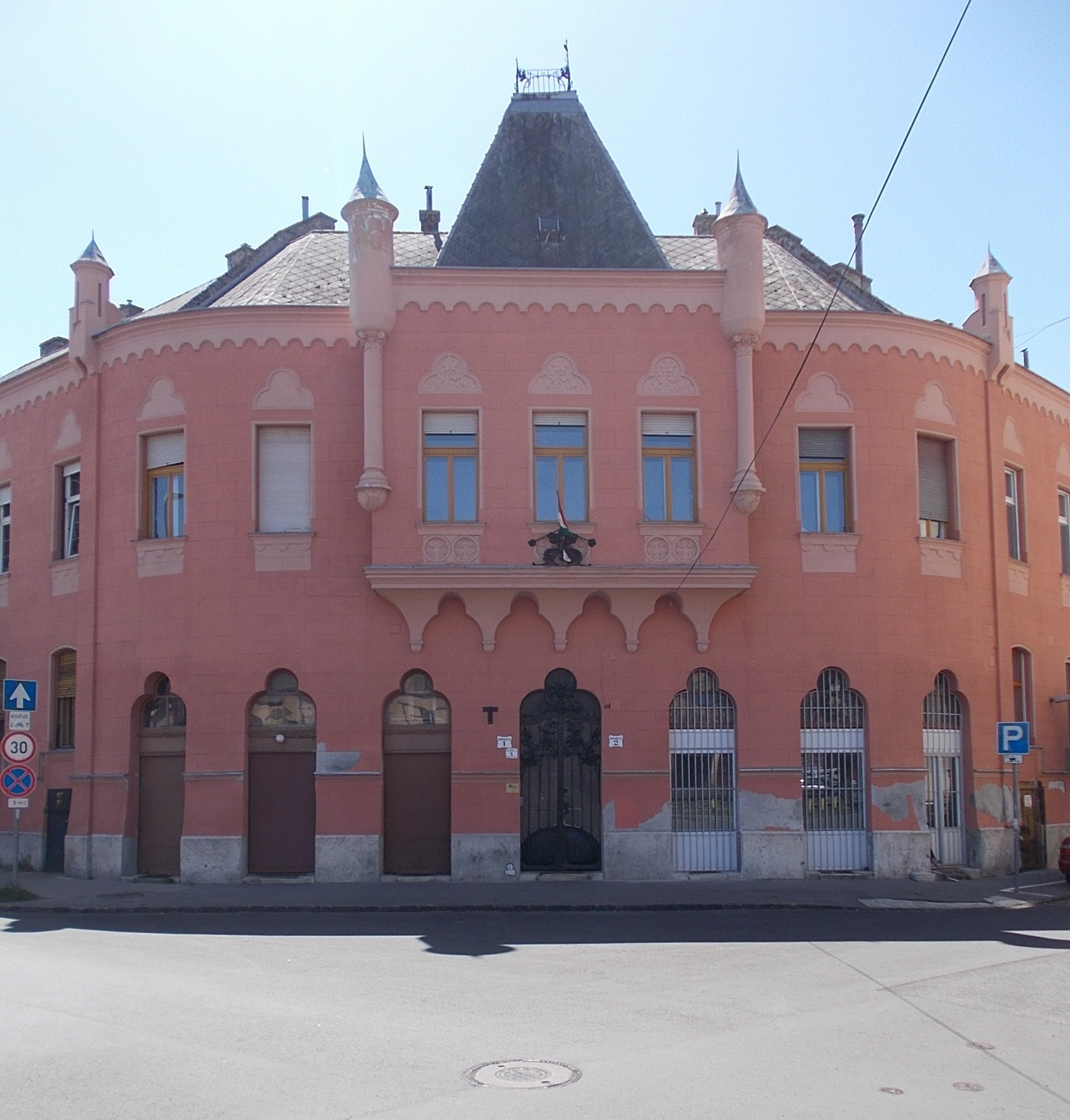
Gergely utca 1